# Euplexia megastigma
Euplexia megastigma är en fjärilsart som beskrevs av Walker 1865. Euplexia megastigma ingår i släktet Euplexia och familjen nattflyn. Inga underarter finns listade i Catalogue of Life.